# Rudolf C. Kripner

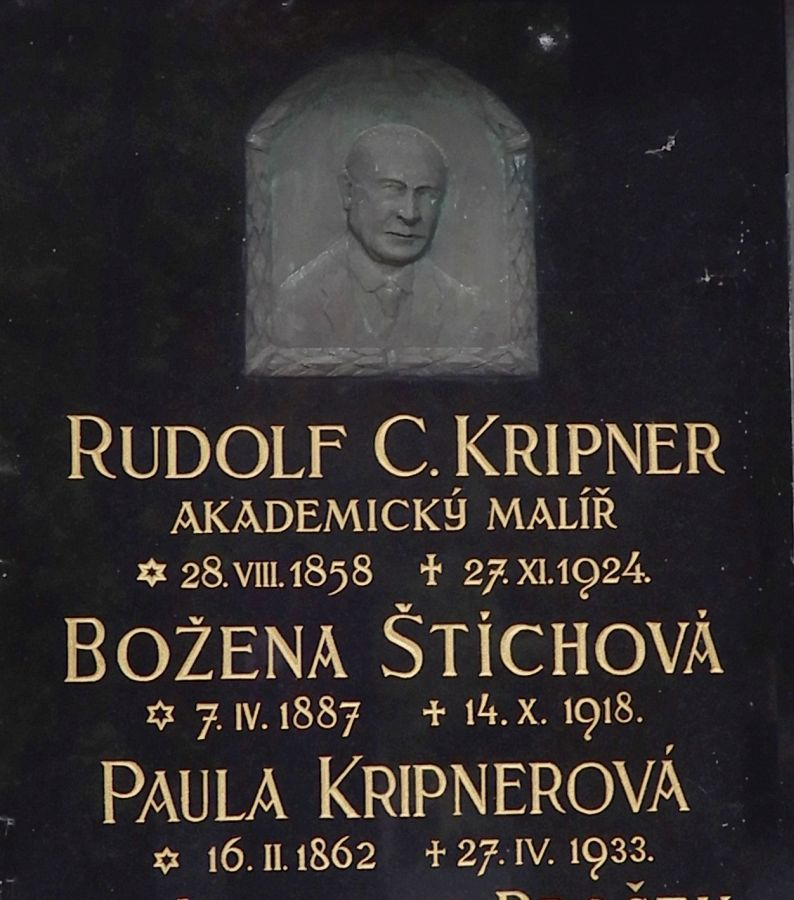
Náhrobní deska, Bubenečský hřbitov

Rudolf C. Kripner, křtěný Rudolf Štěpán (28. srpna 1858 Příbram – 27. listopadu 1924 Praha-Smíchov) byl český malíř akademického eklekticismu, restaurátor a kopista obrazů.

## Životopis
Údajně studoval malbu na Pražské akademii, ale v seznamu absolventů není. Ovládal dobře techniku olejomalby se staromistrovským šerosvitem a vrstvami laků. Témata jeho obrazů byla figurální, portréty dam, žánrové bizarní náměty z historie, také oltářní obrazy. Vlastní tvorba je eklektická, ustrnulá v historismu. Úspěšný byl jako restaurátor oltářních obrazů v českých chrámech (např. v kostele sv. Ignáce v Praze), obratně kopíroval obrazy starých mistrů, zejména šerosvitné kompozice nizozemských mistrů. Nebyl padělatelem, svá díla vždy signoval.
Oženil se s Paulou Kotvovou, s níž měl čtyři děti. Jeho prasynovec Viktor Kripner (1906–1956), byl kolem roku 1930 profesorem češtiny na Jiráskově gymnáziu, básník a později diplomat, také dědic autorských práv po svém strýci z matčiny strany, Viktoru Dykovi.
Je pohřben na Bubenečském hřbitově.

## Dílo
- Obnova nástěnných a nástropních maleb v ambitech Kostel Panny Marie Vítězné na Bílé hoře (1904)
- Oltářní obraz sv. Josefa, Rakovník
- Oltářní obraz Panny Marie, Cerhovice
- Návštěva u alchymisty [5]

## Galerie

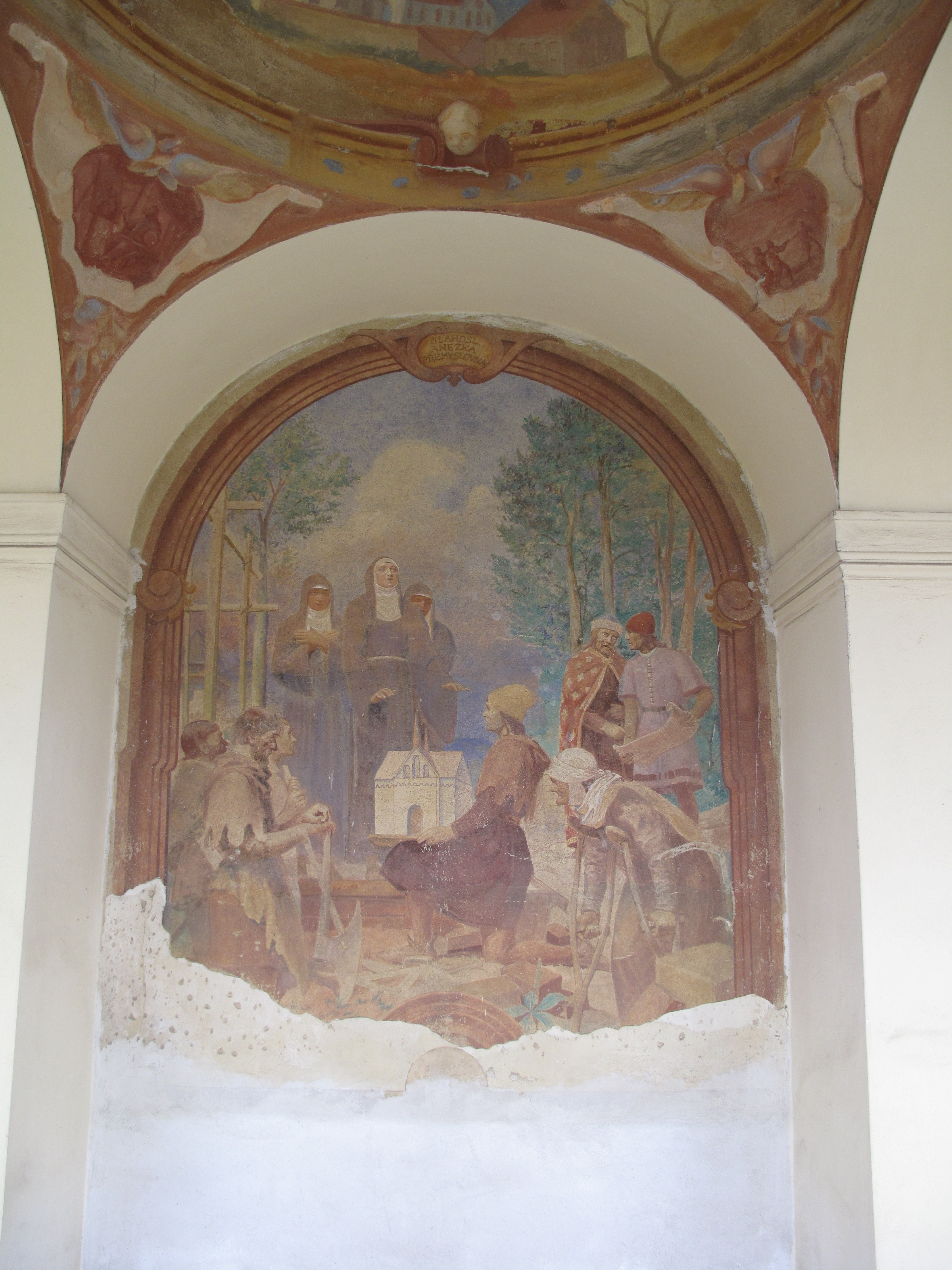
Založení kláštera sv. Jiří (Bílá hora)
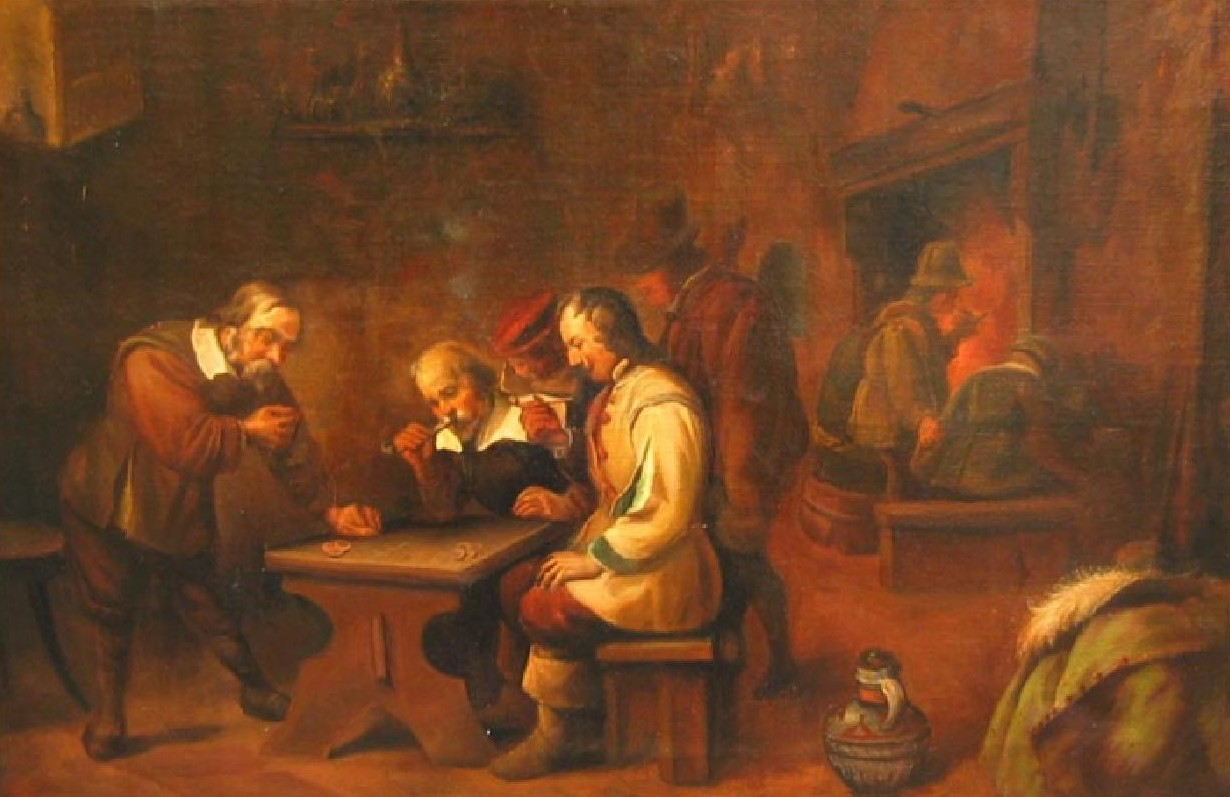
Hospodská scéna
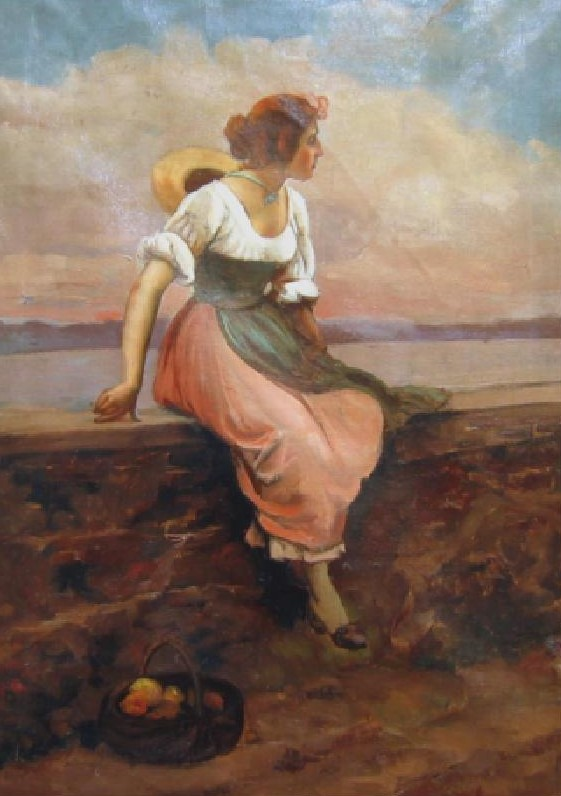
Dívka s košem ovoce (kol. 1900)
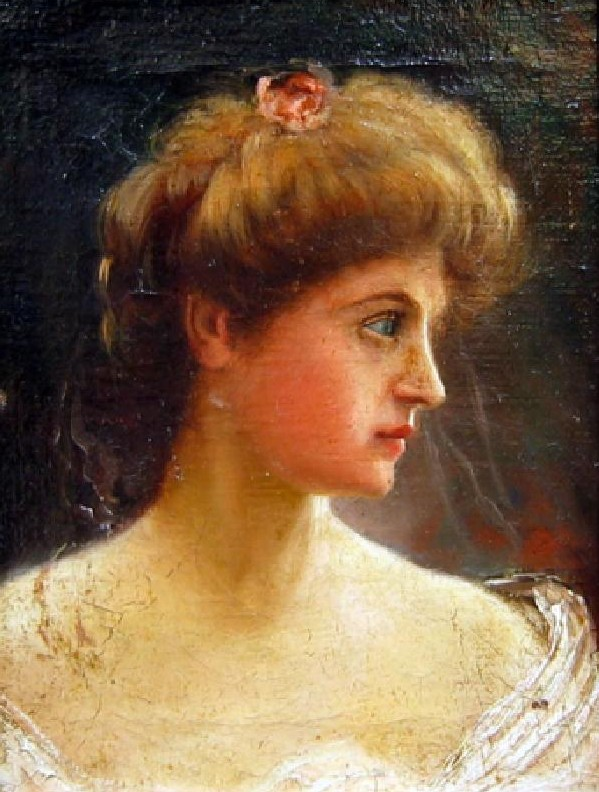
Portrét dívky
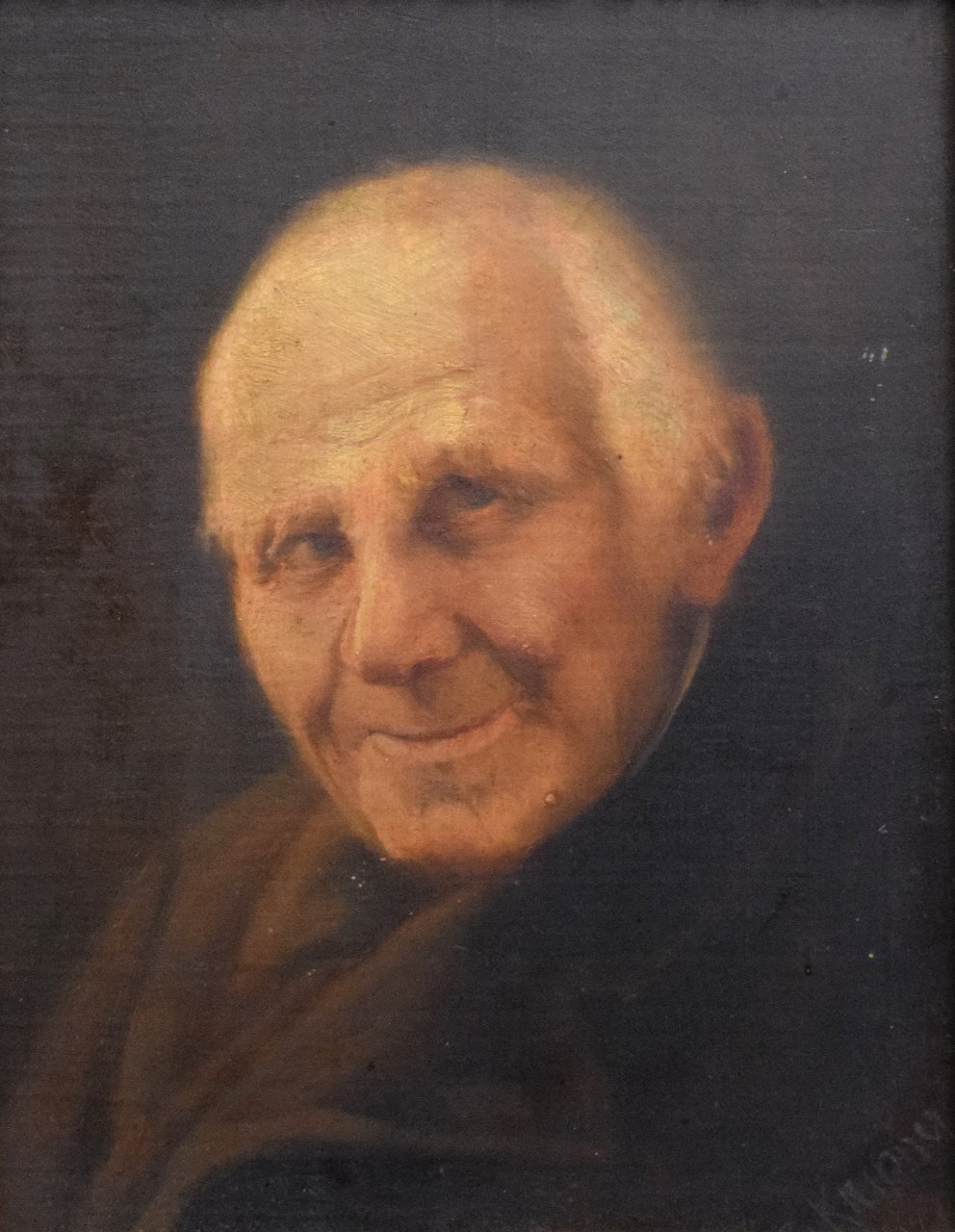
Portrét
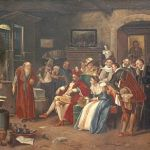
Návštěva u alchymisty